# Dvorac u Kaunasu
Dvorac u Kaunas, u Litvi je, prema arheološkim dokazima, izvorno građen tijekom 14. stoljeća, u gotičkom stilu.

## Zemljopisni položaj
Nalazi se na 54,899° sjeverne zemljopisne širine i 23,885° istočne zemljopisne dužine.
Izgrađen je na strateškom položaju, odnosno podignut je na obali rijeke Njemena, nedaleko sutoke iste rijeke s rijekom Vilija.

## Povijest
Točan nadnevak izgradnje prvog dvorca u Kaunasu je nepoznat. Arheološki podatci nameću zaključak da je kameni dvorac sagrađen na postojećem mjestu tijekom polovice 14. stoljeća. 
Smješten na izdignutoj obli, blizu ušća rijeka, 100 kilometara od glavnog grada Vilne, služio je kao strateška ispostava i straža obližnjim gradovima i trgovačkim putevima.
Pisani dokumenti tvrde da je 1361., Veliki meštar Teutonskog viteškog reda izdao zapovijed o prikupljanju podataka o dvorcu, posebice od debljini njegovih zidova, kao dio priprema za napad na dvorac.
1362., Red je započeo s opsadom, koja je potrajala tri tjedna. Za vrijeme tog napada, teutonski vitezi su izgradili opsadni toranj  i podigli sustave za probijanje zidova:; primitivna vatrena oružja se vjerojatno koristilo, jer se tehnologija proizvodnje i uporabe baruta širila Europom. 
U to vrijeme, zidine su bile više od 11 metara.
Prema Vigandu Marburškom, posadu ovog dvorca je činilo 400 litvanskih vojaka, pod zapovjedništvom Kejstutova (lit. Kęstutis) sina Vaidotasa.  Nakon tri tjedna, vitezi su uspili probiti zidine, i dvorac je uskoro bio osvojen. Na Uskrs 1362., vitezi su slavili misu u dvorcu u znak proslave njihove pobjede.
Od izvornih 400 branitelja dvorca, samo 36 je preživilo. Ostaje pitanje razloga manjka vanjske potpore za vrijeme opsade. U svakom slučaju, Kejstut je vratio pod svoju vlast dvorac, i obnovio ga. Pak, dvorac je ostao točkom napetosti između Litvanaca i Teutonskih viteza dugo vremena. 1384. opet ga zauzimaju Teutonski vitezi. Tad je Veliki meštar Konrad Zöllner von Rotenstein krenuo s obnovom dvorca i preimenovao ga je u Marienwerder. Nazočnost viteza u Kaunasu je značila da je cijeli obrambeni sustav dvoraca duž Njemena bio ugrožen. Suočeni s ovakvim stanjem, Litvanci su pokrenuli napad na dvorac nešto kasnije iste godine.
Izgleda su Litvanci dovukli vojsku blizu Vilniusa kao strateški manevar, jer su Litvanci mogli koristiti nizvodni tijek rijeke Vilije za prevoziti topništvo i vojnu opremu iz Vilniusa; Teutonski vitezovi su bii prisiljeni koristiti suhozemni i uzvodni prijevoz. Za napada 1384., Litvanci su rasporedili topove i trebušete; Teutonski vitezovi, koji su bili pod opsadom, su također postavili topove u dvorce, koji su najvjerojatnije uništili litvanski trebušet. Unatoč svemu, Litvanci su zauzeli dvorac.
Nakon 1398., Teutonski vitezovi nisu više bili sposobni zauzeti dvorac. Nakon bitke kod Grünwalda, ovaj dvorac je izgubio svoju stratešku, odnosno vojnu važnost, i koristilo ga se kao rezidencija. Služio je za administrativne svrhe nakon smrti Vitolda Velikog.  Žigmund II. August je dao dvorac svojoj supruzi Barbari Radziwiłłovoj 1549. Tijekom 16. stoljeća, dvorac je ojačan i prilagođen za nove obrambene svrhe izgradnjom bastiona za topništvo blizu okrugle kule. Promjer bastiona je bio oko 40 metara, a visina zidova mu je bila oko 12 metara; zid je funkcionirao u suradnji s obrambenim jarkom. Na dnu bastiona je bila napravljena puškarnica, koja je bila povezana s kulom.

1601. je u dvorcu bio smješten sud i arhiv. 

Dio dvorca je bio poplavljen 1611., kad je nabujala Vilija. 

Zbog svog povoljnog položaja, švedska vojska ga je koristila za vrijeme rata 1600.-1611. s Poljskom-Litvom., nakon kojeg su njegove vojne funkcije prestale. 

Polovicom 17. stoljeća, veliki dio dvorca je ponovo doživio poplave.

U 18. stoljeću ga se koristilo kao zatvor; kasnije je ruska upravagg dopustila da se kuće mogu graditi u okolici dvorca, što je rezultiralo u oštećenju samog dvorca. 

Mnogo godina poslije, dvorac je stajao napušten. '60-ih je okrugla kula bila otvorena kao muzej, ali zbog njena strukturna raspadanja, muzej je premješten na drugo mjesto.

## Konzervacijska zaštita dvorca
Radovi na zaštiti dvorca su počeli 1930.; obližnje kuće se demoliralo, a arheolozi su istražili zemljište. Daljnji napori za očuvanje dvorca su učinjeni 1950-ih. Tad je okrugla kula imala manje popravke; kasnije je bastion za paljbu bio iskopan odispod nekoliko nataloženih slojeva. Iskopani bastion je bio u vrlo dobrom stanju. Kao dio njegove zaštite, postavljeno je privremeno krovište, kao i na preostalim kulama i zidinama. Preostali dijeli orkugle kule nisu bili obnovljeni u njihovoj izvornoj veličini, niti zidine; veći dio njih su preostali temelji zidina.
Arheološka iskapanja su se nastavila oko dvorca, a povremeno je bilo i zastoja u tim radovima. Nalazi prikupljeni za tih radova nameću zaključak da je konfiguracija dvorca, isključujući bastion, je ostala u obliku kojeg je dobila pri rekonstrukciji 1376.

## Dvorac danas
Po stanju od početka 21. stoljeća (ožujak 2007.), jedna trećina dvorca nije bila srušena.

Danas okrugla kula ovog dvorca udomljava umjetničku galeriju. 

Dvorac je otvoren za turiste, i u njemu se povremeno održavaju razni festivali. 

Postoje planovi za veliki projekt obnove cijelog dvorca.